# The Image Centre
The Image Centre est un musée de photographie et d'art situé à Toronto, en Ontario, au Canada. Le centre est un musée universitaire exploité par l'Université métropolitaine de Toronto, connu sous le nom de Ryerson Image Centre  jusqu'au 13 juillet 2022. Il est logé dans un ancien entrepôt rénové aux rues Gould et Bond. Le centre comprend des galeries, des collections, des espaces d'enseignement, de recherche et d'exposition et partage le bâtiment avec l'École des arts de l'image,.
Conçue par l'architecte torontois Donald Schmitt de Diamond Schmitt Architects, la galerie ouvre officiellement ses portes le 29 septembre 2012.